# Kanton Vervins
Vervins (in het Nederlands soms nog: Werven) is een kanton van het Franse departement Aisne. Het kanton maakt deel uit van het arrondissement Vervins.

## Gemeenten
Het kanton Vervins omvatte tot 2014 de volgende 24 gemeenten:
- Autreppes
- Bancigny
- La Bouteille
- Braye-en-Thiérache
- Burelles
- Fontaine-lès-Vervins
- Gercy
- Gronard
- Harcigny
- Hary
- Haution
- Houry
- Laigny
- Landouzy-la-Cour
- Lugny
- Nampcelles-la-Cour
- Plomion
- Prisces
- Rogny
- Saint-Algis
- Thenailles
- La Vallée-au-Blé
- Vervins (hoofdplaats)
- Voulpaix

Ingevolge de herindeling van de kantons bij decreet van 21 februari 2014, met uitwerking op 22 maart 2015, werd het kanton uitgebreid tot volgende 66 gemeenten : 
- Archon
- Les Autels
- Autreppes
- Bancigny
- Berlise
- La Bouteille
- Braye-en-Thiérache
- Brunehamel
- Buironfosse
- Burelles
- La Capelle
- Chaourse
- Chéry-lès-Rozoy
- Clairfontaine
- Clermont-les-Fermes
- Cuiry-lès-Iviers
- Dagny-Lambercy
- Dizy-le-Gros
- Dohis
- Dolignon
- Englancourt
- Erloy
- Étréaupont
- La Flamengrie
- Fontaine-lès-Vervins
- Fontenelle
- Froidestrées
- Gercy
- Gergny
- Grandrieux
- Gronard
- Harcigny
- Hary
- Haution
- Houry
- Laigny
- Landouzy-la-Cour
- Lerzy
- Lislet
- Luzoir
- Montcornet
- Montloué
- Morgny-en-Thiérache
- Nampcelles-la-Cour
- Noircourt
- Papleux
- Parfondeval
- Plomion
- Prisces
- Raillimont
- Renneval
- Résigny
- Rocquigny
- Rouvroy-sur-Serre
- Rozoy-sur-Serre
- Saint-Algis
- Sainte-Geneviève
- Soize
- Sommeron
- Sorbais
- Thenailles
- Le Thuel
- Vervins
- Vigneux-Hocquet
- La Ville-aux-Bois-lès-Dizy
- Vincy-Reuil-et-Magny